# MIDI制造商协会
MIDI制造商协会（英語：MIDI Manufacturers Association）是一个总部位于美国加利福尼亚州的非盈利贸易组织，有多家企业参与其中，制定MIDI标准，以确保MIDI产品的兼容性。MMA成立于1985年，由1983年MIDI 1.0标准的制定者创办。此后制定了11个新的规范，并接受38项改进。

## 合作项目
与日本音樂電子事業協會合作进行MIDI格式的标准化、管理以及推广活动。